# Église de Mazarache
L'église de Mazarache (en roumain : Biserica Măzărache) est une église située à Chişinău, en Moldavie.
L'église Măzărache est considérée comme la plus ancienne de Chişinău, érigée par Vasile Măzărache en 1752. C'est un monument construit selon l'architecture moldave médiévale indigène typique des XVe – XVIe siècles. L'église a été construite à la place d'une forteresse détruite par les Ottomans au XVIIe siècle.[réf. nécessaire]
Le bloc de pierre marquant l'emplacement de la source d'eau qui a donné son nom à Chişinău est situé au pied de la colline sur laquelle se dresse l'église de Măzărache. On pense que le nom de la source - "chisla noua" - est l'archaïque roumain pour "nouveau printemps".[réf. nécessaire]

## Galerie

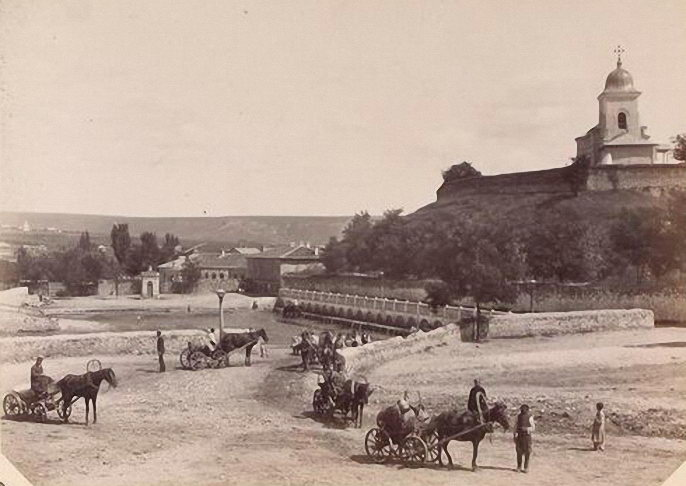
Photographie de l'église datant du XIXe siècle

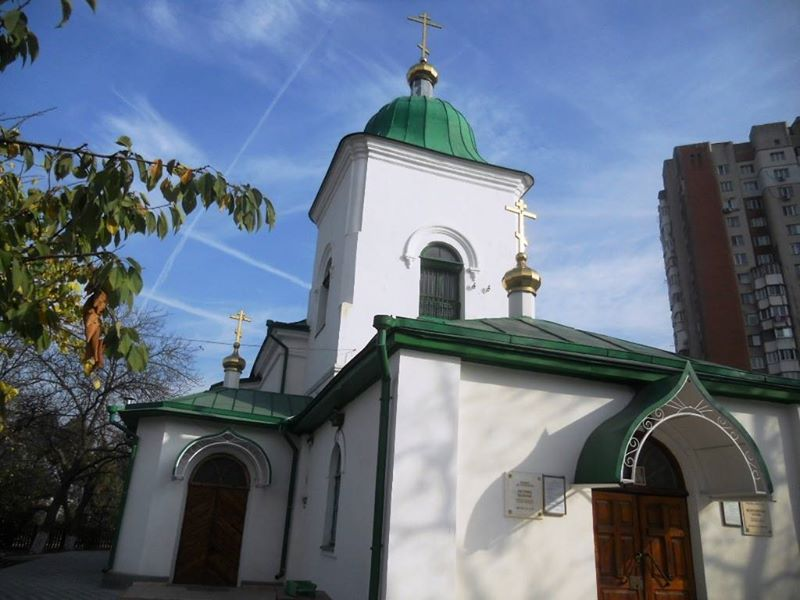
L'église de Mazarache en 2013